# استانبول آگوپ
استانبول آگوپ (به انگلیسی: Istanbul Agop) یک تولیدکننده سنج مستقر در ترکیه است. محصولات آن به دلیل صدای منحصر به فردشان که با روش و آلیاژ استفاده شده خاص شکل می‌گیرند، بسیار مورد احترام هستند و فرمول آن را فقط صاحبان ارمنی این شرکت، آرمان و سرکیس تومورچوک می‌دانند. استانبول آگوپ یکی از دو شرکتی است که پس از چند تکه شدن شرکت استانبول سیمبالز (Istanbul cymbals) شکل گرفت.